# Сергунин, Алексей Юрьевич
Сергунин Алексей Юрьевич (род. 29 октября 1988, Москва) — российский композитор, пианист.

## Биография
Алексей Сергунин родился в Барнауле в 1988 году. С отличием окончил Московскую государственную консерваторию им. П. И. Чайковского по классу фортепиано у профессора Ксении Кнорре в 2013 году, обучался композиции в классе профессора А. В. Чайковского. В студенческие годы создавал фортепианные транскрипции для оркестровых сочинений Игоря Стравинского «Весна Священная», «Century Rolls» Джона Адамса, Леонида Десятникова «Утраченные иллюзии».
Алексей пишет музыку для кино, театров и хоровых коллективов. С 2016 года преподает курс композиции в Московском Государственном колледже музыкального исполнительства имени Ф. Шопена. Сергунин является продолжателем традиций великих русских композиторов – Рахманинова, Стравинского и Прокофьева, успешно развивая в собственных сочинениях черты новейшего русского искусства. 
С 2013 года Алексей Сергунин — музыкант и композитор группы «The SEMB», создающий и исполняющий музыку в стиле «метаджаз».
В 2013 и 2015 году участник Дягилевского фестиваля с перформансами «Кали-Юга» и «Гиперкуб».
В 2016 году в театре Геликон-Опера состоялась мировая премьера оперы Сергунина «Доктор Гааз» на либретто Людмилы Улицкой. Европейская премьера оперы «Доктора Гааз» состоялась в 2017 году в Эстонии.
Премьера электробалета «Пугачевъ» Алексея Сергунина состоялась в 2018 году в Липецком академическом театре драмы имени Л. Н. Толстого.
В 2018 году в соавторстве с Леонидом Десятниковым Алексей написал музыку к фильму Сергея Ливнева «Ван Гоги». Музыка к фильму получила специальный диплом им. М. Таривердиева на 29-м открытом Российском фестивале Кинотавр, была удостоена премии Белый Слон — 2019 и премии Ника — 2019.
В 2019 году написанный Сергуниным электробалет был исполнен в Государственном Кремлёвском дворце коллективом театра танцев «Казаки России». 
В Кафедральном Соборе святых Петра и Павла в Москве в 2019 состоялась премьера софт-панк-оперы «Король Артур» Г. Пёрселла -А. Сергунина.
В 2021 году Алексей Сергунин написал спектакль-мюзикл «Казаки в Париже» для Государственного театра танца «Казаки России», премьера вокально-хореографического произведения состоялась в Липецке в театре драмы имени  Л.Н. Толстого 18 ноября 2021 года.
Премьера в Москве состоялась годом позднее, в театре Русская песня (театр) 16 ноября 2022 .
С 2022 года Сергунин член Союза композиторов России .

## Награды и номинации
- 2017 — номинация на Золотую Маску в конкурсе спектаклей драматического театра сезона 2015—2016 годов в номинации — «Лучшая работа композитора» в спектакле «Доктор Гааз» Дениса Азарова на сцене оперного театра Геликон-опера[13],
- 2018 — приз имени Микаэла Таривердиева «За лучшую музыку к фильму» — Леонид Десятников и Алексей Сергунин («Ван Гоги», реж. Сергей Ливнев)[14],
- 2019 — лауреат премии Белый Слон за лучшую музыку к фильму «Ван Гоги»[15],
- 2019 — лауреат премии Ника за лучшую музыку к фильму «Ван Гоги»[16],
- 2022 — лауреат международного конкурса имени С.В. Рахманинова в номинации «Композиция»[17].

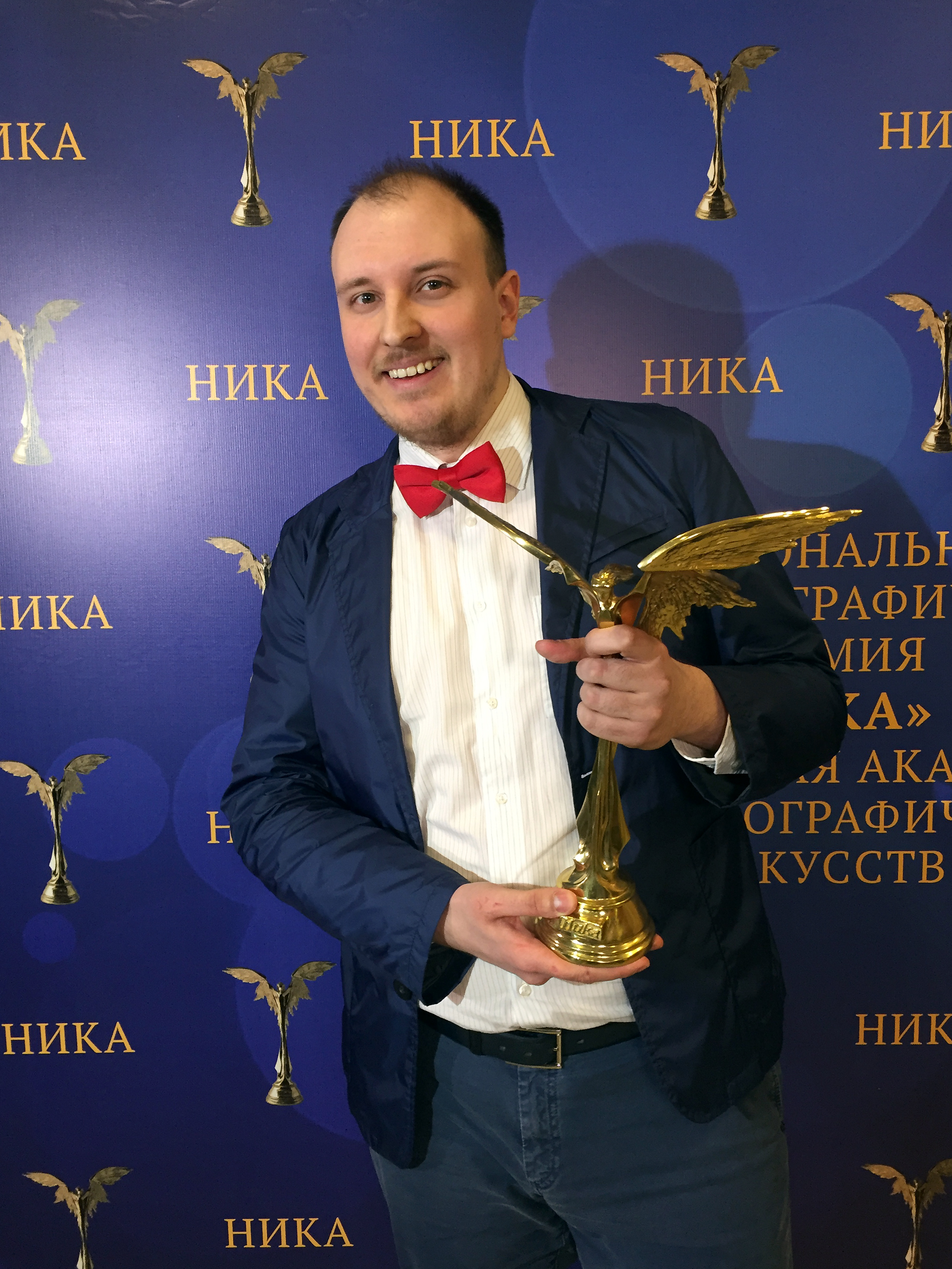
Алексей Сергунин с Никой 2019